# Tinwald (Dumfries and Galloway)
Tinwald ist eine Ortschaft in der schottischen Council Area Dumfries and Galloway. Sie liegt rund sieben Kilometer nordöstlich von Dumfries und zwölf Kilometer westlich von Lochmaben.

## Geschichte
In Tinwald befand sich einst eine Motte. Ihr 2,5 m hoher Hügel mit einer Kuppenfläche von etwa 17 m × 10 m erlaubte jedoch nur einen kleinen Wehrbau.
Der Kaufmann, Politiker und Gründer der Bank of England, William Paterson wurde 1658 in Tinwald geboren. Im Jahre 1740 ließ der Lord Advocate und Politiker Charles Erskine, Lord Tinwald rund 1,5 km südöstlich das Herrenhaus Tinwald House errichten. Für den Entwurf des klassizistischen Gebäudes zeichnet der schottische Architekt William Adam verantwortlich. Heute ist es als Denkmal der höchsten Kategorie A klassifiziert. Die presbyterianische Tinwald Parish Church entstand 1765.

## Verkehr
Tinwald ist über eine kurze Nebenstraße an die westlich verlaufende A701 (Edinburgh–Dumfries) angebunden. Rund vier Kilometer südlich mündet diese in die A75 (Stranraer–Gretna) ein.